# Låglandsanoa
Låglandsanoa (Bubalus depressicornis) är en art i familjen slidhornsdjur som förekommer endemiskt på den indonesiska ön Sulawesi. Den är nära släkt med dvärganoa (Bubalus quarlesi) och ibland behandlas de som samma art.

## Kännetecken
Låglandsanoa blir mellan 160 och 170 centimeter och har en mankhöjd på 70 till 105 centimeter. Honor väger upp till 150 kg och hanar 300 kg. Sålunda är den ett av de minsta oxdjuren. Vuxna individer saknar nästan allt hår och är svarta eller brunaktiga. Ofta är de främre extremiteter ljusare och vita mönster vid strupen och ansiktet är vanliga. Bägge könen har 18 till 37 centimeter långa horn, med ett trekantigt tvärsnitt. Skillnader gentemot dvärganoan är en längre svans, de vita mönstren och längre horn.

## Levnadssätt
Som namnet antyder lever djuret i låglänta skogar och träskmarker. Utanför parningstiden lever de ensamma och aktiviteten koncentreras till morgonen, medan den under övriga tider vilar i tät undervegetation. Födan utgörs uteslutande av växtdelar.
Efter dräktigheten, som varar mellan 275 och 315 dagar föder honan en enda kalv. Den har vid födelsen tät ljusbrun päls som med tiden blir allt glesare. Efter 6 till 9 månader sluter honan att ge di och ungdjuret blir könsmoget efter två till tre år. Låglandsanoans medellivslängd ligger vid 20 år.

## Status och hot
På grund av jakt och habitatförstöring minskade populationen oroväckande. Artens bestånd uppskattas av IUCN till mellan 3 000 och 5 000 exemplar, och arten kategoriseras som starkt hotad (EN).